# شبکه ایران‌کالا
شبکهٔ ایران‌کالا یکی از شبکه‌های تلویزیونی دولتی کشور ایران بود که در مجموعهٔ صدا و سیمای جمهوری اسلامی ایران مدیریت می‌شد. این شبکه در سال‌های ۱۳۹۰ تا ۱۳۹۴ تحت عنوان شبکهٔ بازار آغاز به فعالیت کرد که در روزهای پایانی اسفند ۱۳۹۴ بسته شد و حدود یک سال بعد، یعنی در روز اول اسفند ماه ۱۳۹۵ با انتخاب عنوان جدیدی برای شبکه، پخش آنونس‌های خود را در فرستنده‌های سوم سراسر کشور، به عنوان شبکهٔ ۲۸ آغاز نمود. مدیریت این شبکه را اردشیر زابلی‌زاده از مدیران باتجربه صدا و سیما بر عهده داشت. شبکهٔ ایران کالا در ۱۲ اسفند ماه سال ۱۳۹۶ به‌طور رسمی افتتاح شد. پخش برنامه‌های این شبکه با فرمت HD و کدک HEVC نیز از گیرنده‌های زمینی و ماهواره‌ای از ۹ آذر ۱۳۹۹ آغاز شد. این شبکه در ۵ مرداد ۱۴۰۱ به فعالیت خود پایان داد.

## برنامه‌ها
- این شبکه، به دنبال انحلال شبکهٔ تلویزیونی بازار، با تغییر نام شبکه از بازار به ایران کالا و با حمایت مالی دولت از ۵ اسفند ۱۳۹۵ پخش آزمایشی برنامه‌های خود را با ۴ ساعت برنامه در روز با ۴ نوبت بازپخش از ساعت ۷ تا ۲۳ آغاز کرد.[۳] شبکه ایران کالا تنها شبکهٔ تلویزیونی اقتصاد کشور بودکه به‌طور مستمر موضوعات اقتصادی مورد نیاز مردم را رصد و پیگیری می‌کند. این شبکه به صورت ۲۴ ساعته برنامه پخش می‌کرد.[۴]
- این شبکه زیر نظر معاونت مالی سازمان صداوسیما فعالیت می‌کرد.

## پایان فعالیت
این شبکه از ۵ مرداد سال ۱۴۰۱، به فعالیت خود پایان داد و برنامه‌های شاخص این شبکه از شبکه‌های دیگر پخش می‌شود.